# Bergerdamm
Bergerdamm mit seinen Ortslagen beziehungsweise Wohnplätzen Bergerdamm-Lager, Bergerdamm-Hanffabrik, Hertefeld und Friesenhof ist ein Ortsteil der Stadt Nauen im Landkreis Havelland des Landes Brandenburg.

## Geografie

### Geografische Lage
Bergerdamm liegt 7,5 Kilometer nordnordwestlich der Kernstadt Nauen nördlich der Bundesstraße 5. Der Ortsteil befindet sich auf einer Höhe von 30 m ü. NHN und weist eine Fläche von 29,62 km² auf. Aufgrund seiner 479 Einwohner beträgt die Bevölkerungsdichte 16 Einwohner/km² (Stand: 31. Dez. 2002). Nordöstlich des Ortsteils verläuft der Große Havelländische Hauptkanal.

### Nachbarorte
- Dreibrück, Gemeindeteil von Deutschhof, Ortsteil der Gemeinde Fehrbellin
- Utershorst, Gemeindeteil von Lietzow, Ortsteil der Stadt Nauen
- Berge, Ortsteil der Stadt Nauen

## Geschichte
Bergerdamm dürfte eines der jüngeren Dörfer des Havellandes sein, es wurde im Ortsverzeichnis erstmals 1897 erwähnt.

Seit dem Ende 19. Jahrhundert bis zum Beginn der 1970er Jahre prägte der Hanfanbau und seine Verarbeitung (Hanffabrik, erbaut 1918), initiiert durch den Landwirt und Gutsbesitzer Arthur Schurig (* 19. Juli 1869 in Gröbers; † 1932) und der „Deutschen Hanfanbau-Gesellschaft“, das Leben von Bergerdamm und gab dem Ortsteil Hanffabrik seinen Namen. Der Hanfanbau wurde nach dem Ersten Weltkrieg noch mehr intensiviert um den Ausfall des Sisals aus den ehemaligen deutschen Kolonien zu kompensieren. Zur Melioration der Luchgebietes wurde eigens ein Kriegsgefangenenlager geschaffen, ein Teil der überwiegend russischen und französischen Kriegsgefangenen wurde auch zum Hanfanbau benötigt. Die Zahl der Kriegsgefangenen ist unbekannt, aber man schätzt das ca. 5.000 Gefangene im Havelländischen Luch zur Arbeit eingesetzt wurden. Zum Vorantreiben der Meliorationsarbeiten wurde ein Feldbahnnetz geschaffen und so wurde bereits im Frühjahr 1914 ein normalspuriges fliegendes Gleis zwischen dem Bahnhof Berger Damm an der Berlin-Hamburger Bahn und dem Ort Bergerdamm (Entfernung ca. 1 km) gelegt. Nach Abschluss der Meliorationsarbeiten blieben Teile des Feldbahnnetzes für die Nutzung als landwirtschaftliche Feldbahn erhalten, so auch die Strecken: Bergerdamm – Hertefeld – Ribbeckshorst und Paulinenaue – Eichberge – Bergerdamm. 1957 wurde der Ortsteil Hertefeld nach Bergerdamm eingemeindet.
 1972/73 endete die Ära des Hanfanbaus und seine Verarbeitung, im Zuge der letzten großen Verstaatlichungswelle wurde die Hanffabrik in den VEB Plakotex eingegliedert und auf die Verarbeitung von Kunststoff zu Planen, Zelten und aufblasbare Schnellbootattrappen umgestellt. Die Schnellbootattrappen dienten als Mittel der psychologischen Kriegsführung. Nach der Wende im Jahre 1992 kam das Ende der Hanffabrik und im Jahre 2004 wurde mit dem Rückbau und Abriss der Fabrik begonnen. Mit der Sprengung des 20 m Schornsteins im Februar 2005 verschwand das ehemalige Wahrzeichen des Bergerdammer Ortsteil Hanffabrik endgültig und nur noch der Name des Ortsteils erinnert an ein Stück märkische Industriegeschichte.

### Eingemeindung
Im Zuge der Gemeindegebietsreform des Landes Brandenburg wurde Bergerdamm am 26. Oktober 2003 ein Ortsteil von Nauen.

## Politik

### Ortsvorsteherin
Ehrenamtliche Ortsvorsteherin ist Jeanett Hellwig.

## Infrastruktur

### Verkehrsanbindung
Bergerdamm ist im Rahmen des ÖPNV durch die Havelbus Linie 664 der HVG mit Nauen und Königshorst verbunden.

### Kommunikation
Die postalische Erreichbarkeit der Bergerdammer Einwohner wird mittels der Postleitzahl: 14641 Nauen OT Bergerdamm und die telefonische Erreichbarkeit mittels der Vorwahl: 03321 sichergestellt.

## Persönlichkeiten
- Arnold Zarft (1930–2009), Theologe, Ehrenbürger von Neustrelitz